# Lymnas lilybaeus
Lymnas lilybaeus är en fjärilsart som beskrevs av Hans Ferdinand Emil Julius Stichel 1926. Lymnas lilybaeus ingår i släktet Lymnas och familjen Riodinidae. Inga underarter finns listade i Catalogue of Life.